# Кодекс Литовской Республики об административных правонарушениях
Кодекс Литовской Республики об административных правонарушениях (лит. Lietuvos Respublikos administracinių teisės pažeidimų kodeksas; лит. LR ATPK, КоАП ЛР) — кодифицированный нормативный акт Литовской ССР и Литовской Республики, регулирующий общественные отношения по привлечению к административной ответственности, а также устанавливающий общие начала, перечень всех административных правонарушений (который может быть дополнен на региональном уровне), органы, рассматривающие дела, порядок привлечения к административной ответственности и порядок исполнения решений по административным делам.
Кодекс Литовской ССР об административных правонарушениях вступил в силу в 1985 году, и с многочисленными изменениями и дополнениями действовал, пока в 2017 года в силу не вступил принятый в 2015 году новый кодекс об административных правонарушениях (лит. Administracinių nusižengimų kodeksas).